# Pettendorf
Pettendorf ist eine Gemeinde im Oberpfälzer Landkreis Regensburg in Bayern.
Der Ort am westlichen Rand der Stadt Regensburg besitzt seit 2011 das vom Bayerischen Umweltministerium verliehene Gütesiegel „Nachhaltige Bürgerkommune“.

## Geographie

### Geographische Lage
Die Gemeinde Pettendorf befindet sich am südlichen Ausläufer des Natur-Großraums Fränkischer Jura und ist als beliebter Wohnort eine wichtige  Vorortgemeinde von Regensburg,  dessen Stadtzentrum vom Ortszentrum Pettendorfs rund acht Kilometer Luftlinie entfernt ist. Im Gemeindegebiet von Pettendorf mündet die Naab beim benachbarten Dorf Mariaort in die Donau.

### Geologie
In der Gemeinde befinden sich mehrere Abtragungen, die urzeitliches Kompaktgestein freigelegt haben und in denen über Jahrhunderte Steine abgebaut wurde. Dabei wurde der Überlieferung nach in den vielen Steinbrüchen im Gemeindegebiet nicht nur für die örtlichen Siedler  Stein abgebaut, sondern auch für Großbaumaßnahmen wie den Bau des Regensburger Doms und für den Bau der Steinernen Brücke.
Erwähnenswert ist insbesondere der Abbau von Grünsandstein, der im Mittelalter nachweislich beim Bau vieler Gebäude in Regensburg verwendet wurde. Im westlichen Gemeindebereich, nahe Etterzhausen, wurde ein Steinbruch, in dem Dolomit abgebaut wurde, bis in die jüngste Vergangenheit betrieben. Einen bedeutenden Kalksteinbruch gab es früher auch bei Ebenwies.
Von besonderer Bedeutung war am Ende des Zweiten Weltkriegs für einige Zeit auch der Abbau von Braunkohle im Gemeindegebiet. Bohrungen nach 1900 hatten einige Braunkohlevorkommen nahe der Orte Schwetzendorf und Reifenthal lokalisiert.

### Ausdehnung des Gemeindegebiets
Die Fläche der Gemeinde dehnt sich in nördlicher Richtung ca. sieben Kilometer aus, die größte ostwestliche Ausdehnung beträgt ca. sechs Kilometer. Das Gemeindegebiet wird im Süden durch die Donau und im Westen durch die Naab begrenzt. Die Hochfläche des Gemeindegebiets liegt bei etwa 450 m ü. NHN. Das an der Donau gelegene Mariaort liegt bei 344 m ü. NHN.

### Nachbargemeinden
Nachbargemeinden sind die Stadt Regensburg und die Gemeinden Lappersdorf, Pielenhofen, Wolfsegg, Sinzing und Nittendorf.

### Gemeindegliederung
Es gibt 19 Gemeindeteile (in Klammern ist der Siedlungstyp angegeben):
- Adlersberg (Kirchdorf)
- Aichahof (Dorf)
- Deckelstein (Einöde)
- Ebenwies (Weiler)
- Eibrunn (Dorf)
- Eichenbrunn (Dorf)
- Günzenried (Weiler)
- Haselhof (Einöde)
- Hinterberg (Weiler)
- Hummelberg (Weiler)
- Kneiting (Kirchdorf)
- Mariaort (Dorf)
- Neudorf (Dorf)
- Pettendorf (Pfarrdorf)
- Reifenthal (Dorf)
- Ried (Weiler)
- Schwetzendorf (Dorf)
- Tremmelhausen (Einöde)
- Urtlhof (Einöde)

Es gibt die Gemarkungen Kneiting und Pettendorf.

### Klima
Durch die Lage auf der windabgewandten Seite der Fränkischen Alb gehört der Pettendorfer Raum mit einer Niederschlagsmenge von 600 bis 700 mm zu den niederschlagsarmen Regionen in Bayern. Die mittlere Temperaturschwankung liegt bei 19 K. Der an der Donau gelegene südlichere Gemeindeteil zeichnet sich durch um etwa ein bis zwei Grad wärmere Durchschnittstemperaturen als der nördliche Teil aus.

## Geschichte

### Ursprünge
Die Ursprünge der heutigen Gemeinde Pettendorf liegen vermutlich im Raum der Alt-Gemeinde Kneiting, an den Flussläufen von Donau und Naab. Dieser offene Raum gehörte zum bayerischen Altsiedlungsland, während das Gebiet der Alt-Gemeinde Pettendorf bis ins hohe Mittelalter bewaldet und erst um das Jahr 1000 durch Siedler erschlossen wurde.
Vor- und frühgeschichtliche Spuren befinden sich vor allem an der Donau bei Mariaort und Kneiting sowie an der Naab bei Deckelstein. Erwähnenswert ist insbesondere das im Jahr 1888 vom Mariaorter Bauern Listl beim Pflügen entdeckte Hügelgrab auf der Flur Lange Äcker auf dem Greifenberg bei Kneiting. Die darin gefundenen Grabbeigaben stammen aus der Bronze- oder Hallstattzeit. Weitere frühgeschichtliche Funde, vor allem Silexklingen, wurden Anfang der 1960er Jahre an der Naab bei Deckelstein gefunden. Daneben wurden bei Schwetzendorf, nördlich des Quellenwegs, mehrere Relikte des kleingerätigen Mesolithikums gefunden.
Eine bemerkenswerte Konzentration von Waffen und Werkzeugen aus frühgeschichtlicher Zeit bis hin zu Stücken aus dem Mittelalter fand man an der Donau bei Mariaort. Unter den Fundstücken waren auch zwei Münzen aus römischer Zeit. Die Vermutung liegt nahe, dass diese Stelle schon in der Antike für die Flussüberquerung genutzt wurde. Die Fundstücke aus der Donau sowie die Beigaben aus dem Hügelgrab auf dem Greifenberg sind im Historischen Museum der Stadt Regensburg ausgestellt.
Das Bayerische Landesamt für Denkmalpflege qualifiziert im Gebiet der Gemeinde Pettendorf insgesamt 23 Bodendenkmäler, von denen viele der Vor- und Frühgeschichte zugeordnet werden. Mehrere Bodendenkmäler findet man im Bereich von Kneiting und Mariaort sowie rund um den Hauptort Pettendorf. Nördlich von Pettendorf, nahe Neudorf, liegt möglicherweise auch ein ehemaliger Herrenhof aus der Hallstattzeit. Sämtliche Bodendenkmäler im Bereich der Gemeinde Pettendorf wurden nachqualifiziert.

### Von der Römerzeit zur Ortsgründung (179 bis 1000)
Im 2. Jahrhundert verlief die Grenze des Römischen Reiches am südlichen Rand der heutigen Gemeinde Pettendorf. Auf der gegenüberliegenden Donauseite von Mariaort befand sich das Prüfeninger Kleinkastell, das um das Jahr 179 erbaut wurde und wohl zur Beobachtung von Germanenvorstößen aus dem Pettendorfer Tal oder über die Naab dienen sollte. Die Lage des römischen Kastells deutet darauf hin, dass der Pettendorfer Raum schon in der Antike als Aufmarschbasis für Vorstöße in den Zentralort Regensburg diente. Zudem erscheint es laut Manfred Kroneder wahrscheinlich, dass die Römer bei Kneiting, also nördlich der Donau, einen Siedlungsposten unterhielten. Kroneder verweist darauf, dass einige topographische Besonderheiten und spätere geschichtliche Entwicklungen es nahelegen, dass die Römer von Kneiting aus Weinberge bei Winzer (heute ein Ortsteil von Regensburg) bewirtschafteten. Auch der Historiker Joseph Rudolf Schuegraf verwies auf einen strategisch wichtigen Wach- und Signalturm der Römer nördlich der Donau bei Kneiting.
Der Hauptort Pettendorf wurde erstmals im Jahr 1028 in einer Urkunde des Regensburger Klosters St. Emmeram erwähnt. Als Ortsgründer wird ein Bauer namens Patto, Petto oder Bato (Bato; althochdeutsch für Kampf) aufgeführt, der die Siedlung um die Jahrtausendwende gegründet haben soll. Allerdings erscheint eine Besiedlung schon während der Völkerwanderungszeit durch die Agilolfinger als wahrscheinlich, zumal Pettendorf im Mittelalter den wichtigsten Orten des Bezirks zählte. Die meisten anderen Siedlungen der Gemeinde Pettendorf sind im 13. Jahrhundert belegt.

### Die Herren von Pettendorf und ihre Erben (1000 bis 1262)

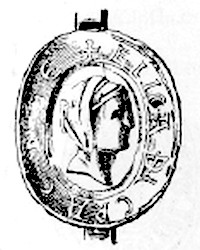
Sigel der Heilika von Pettendorf

Nach dem Jahr 1000 befand sich im Hauptort Pettendorf im heutigen Kirchen- und Friedhofsbereich eine Burganlage, die von ihrer Höhenlage aus das Umland beherrscht haben muss. Von dieser Burg gibt es keine Überreste mehr, aber Totengräber stoßen im Friedhofsbereich immer wieder auf unterirdische Mauerreste, die vermutlich der ehemaligen Festung zuzuordnen sind. Dass es sich um eine mächtige Burg gehandelt haben muss, ergibt sich auch aus dem Umstand, dass sich im 11. Jahrhundert die Besitzer der Anlage in Herren von Pettendorf-Lengenfeld-Hopfenohe benannt haben.
Der letzte Herr von Pettendorf, Friedrich III., verstarb zwischen 1112 und 1119 ohne einen männlichen Nachkommen und verfügte testamentarisch, dass die Burganlage in ein Kloster umgewandelt werden sollte. Dieses Vermächtnis wurde von seiner Erbtochter Heilika und seinem Schwiegersohn Pfalzgraf Otto IV., dem ersten Wittelsbacher, erfüllt. Das Kloster ging jedoch schon nach wenigen Jahren wieder ein, und das Burgareal fiel an die Stifterfamilie zurück.
Nachdem die Wittelsbacher im Jahr 1180 das Herzogsamt in Bayern übernommen hatten, wurde die Burg zu Pettendorf offenbar im Ringen um die zuvor selbständig gewordene Reichsstadt Regensburg wieder wichtig. Dies ergibt sich daraus, dass die Wittelsbacher ab dem Ende des 12. Jahrhunderts einen ihrer wenigen Ministerialen in Pettendorf stationiert hatten. Viele Urkunden aus dieser Zeit verweisen auch auf das „Amt zu Pettendorf“.
Nach einem verlorenen Krieg mussten die Wittelsbacher nach dem Jahr 1259 ihre Territorialpolitik rund um Regensburg einschränken. Der Ministeriale wurde abgezogen und die Burganlage wieder in ein Kloster umgewandelt.

### Die Zeit des Dominikanerinnenklosters (1262 bis 1542)
Die zweite Klostergründung im Hauptort Pettendorf wird vor dem Jahr 1262 urkundlich erwähnt. Für die Errichtung des Klosters wurde die bisherige Festungsanlage offenbar geschleift und auf den Überresten der Burg die Konventgebäude errichtet. In Urkunden aus den Jahren 1274 und 1277 wird erwähnt, dass die fast fertiggestellte Klosteranlage in Pettendorf durch Brand und Raub zerstört wurde. Die heutige romanische Kirche dürfte der letzte Architekturüberrest des zerstörten Klosters sein.

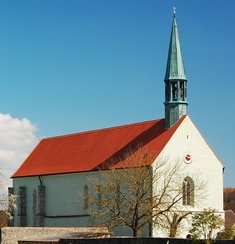
Ehemalige Klosterkirche Adlersberg

Ab 1274 begann die Errichtung einer neuen Klosteranlage auf dem Adlersberg. Die dortige Anlage wird in Urkunden immer als „Neu-Pettendorf“ bezeichnet, was die Verbindung mit dem zerstörten Kloster in Pettendorf belegt. Als Stifter des Klosters wird Ludwig der Strenge genannt. Das Kloster wurde als Frauenkonvent vom Dominikanerorden geführt und stand unter der Oberhoheit des Regensburger Klosters St. Blasius.
Im Zuge des Landshuter Erbfolgekriegs war das nördliche Umland von Regensburg im September 1504 Aufmarschgebiet der bayerischen Truppen, die auf dem Greifenberg bei Kneiting ihr Feldlager aufgeschlagen hatten. Von dort aus verheerten die Landsknechte das Umland derart, dass einige Gehöfte im Bereich der Alt-Gemeinde Pettendorf noch fünfzig Jahre später infolge der Kampfhandlungen brach lagen. Auch das Kloster auf dem Adlersberg wurde in schwere Mitleidenschaft gezogen.
Als Ergebnis des Landshuter Erbfolgekriegs gehörte das Gebiet der Alt-Gemeinde Pettendorf nicht mehr zum Herzogtum Bayern, sondern zum neu gegründeten Fürstentum Pfalz-Neuburg. Die Orte Kneiting und Mariaort blieben dagegen weiterhin bayerisch. In der Folgezeit wurden zwischen Kneiting, Aichahof und Hinterberg Grenzsteine errichtet, von denen einige in den Fluren noch heute zu sehen sind. Mariaort wurde damit Grenzort und als solcher mit einer Zollstätte versehen.
Für beide Gemeindebereiche begann somit eine mehr als dreihundert Jahre anhaltende politische Trennung. Während der Raum rund um Pettendorf vom pfalz-neuburgischen Landrichteramt in Burglengenfeld verwaltet wurde, unterstanden die Orte Kneiting und Mariaort dem bayerischen Landrichter in Stadtamhof.
Einen weiteren Einschnitt gab es für die Alt-Gemeinde Pettendorf im Jahr 1542 mit dem Übertritt der Fürsten von Pfalz-Neuburg zum protestantischen Glauben. Dieser landesherrliche Konfessionswechsel führte im selben Jahr zur Aufhebung des Klosters auf dem Adlersberg sowie zur Umwidmung der Alt-Gemeinde Pettendorf in eine evangelische Pfarrei.

### Kriegswirren und Bedeutungsverlust (1542 bis 1939)

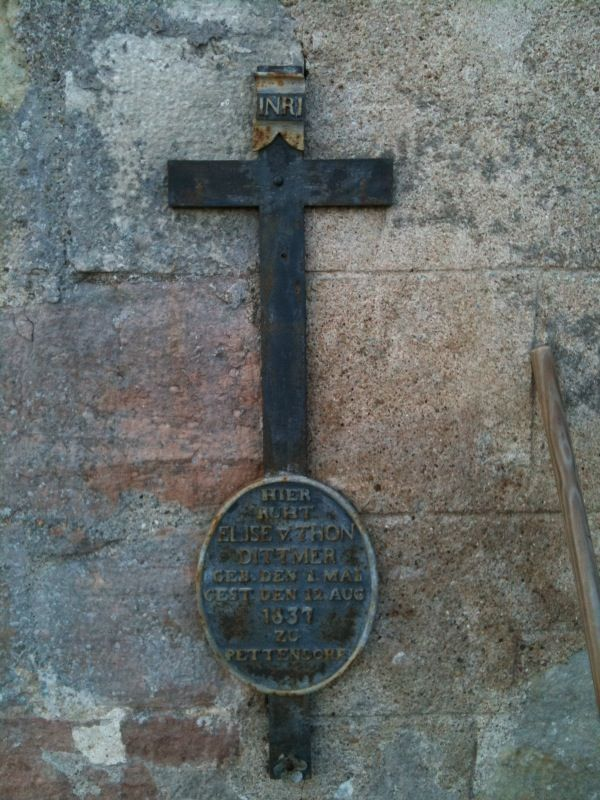
Totenkreuz für Elise v. Thon-Dittmer an der Pettendorfer Kirche – der Familie Thon-Dittmer gehörte zeitweise das „Schloss“

Schon kurz nach dem Konfessionswechsel, im Jahr 1546, besetzte Kaiser Karl V. während des Schmalkaldischen Krieges die Besitzungen der Fürsten von Pfalz-Neuburg und trug sich mit dem Gedanken der Wiederbesiedlung des katholischen Klosters auf dem Adlersberg. Nachdem sich der Kriegsverlauf jedoch zuungunsten Karls V. geändert hatte, musste er die besetzten Gebiete wieder an die Fürsten von Pfalz-Neuburg zurückgeben, mit denen der Protestantismus zurückkehrte.
Während der Phase des Protestantismus ist insbesondere der bedeutende Humanist Kaspar Brusch zu nennen, der von 1555 bis zu seiner Ermordung als evangelischer Pastor in der Gemeinde Pettendorf wirkte. Im Jahr 1613 traten die Fürsten von Pfalz-Neuburg wieder zur katholischen Kirche über, womit das protestantische Zwischenspiel in der Alt-Gemeinde Pettendorf endete.
In der Zeit des Dreißigjährigen Krieges wurde der Raum um Pettendorf in den Jahren 1632 und 1641 wieder zum Aufmarschgebiet für die Heere verschiedener Nationen. Belegt sind Einquartierungen in der Klosteranlage auf dem Adlersberg, wo der Regensburger Konvent Heilig-Kreuz zu dieser Zeit an der Wiederbesiedlung arbeitete und dabei letztlich an den Kriegsfolgen scheiterte. Infolge der Kriegseinwirkungen nahm die Bevölkerungszahl im Gemeindebereich um mehr als 60 % ab, und viele Gehöfte standen in der Folgezeit leer.
Nach dem Jahr 1676 gehörte die alte Klosterhofmark Adlersberg mit den Gehöften rund um Pettendorf dem Zisterzienserstift Kaisheim, das diesen Besitz bis zur Säkularisation bewirtschaftete. Die Verwaltung des Gemeindegebiets erfolgte in dieser Zeit über das Subpriorat des Reichsstifts in Pielenhofen. Der Stift kümmerte sich um die Erneuerung der zerstörten Pfarrkirche in Pettendorf, die Renovierung der Adlersberger Kirche sowie die Errichtung des ersten Schulhauses in Pettendorf.
Schon 1703 wurde der Pettendorfer Raum wieder in das Kriegsgeschehen einbezogen. Während des Spanischen Erbfolgekriegs belagerte der bayerische Kurfürst Max Emanuel die Reichsstadt Regensburg, um diese seinem Fürstentum einzuverleiben. Erneut wurden die Bauerngüter im Umland herangezogen, um die Soldateska zu versorgen.
Nach dem Aussterben der Linie der Neuburger Pfalzgrafen wurden diese 1742 von der Linie Pfalz-Sulzbach beerbt, welche 1777 auch die bayerischen Wittelsbacher beerbten. Die Wittelsbacher hoben 1808 das Herzogtum Pfalz-Neuburg/Sulzbach auf und vereinigten dessen Landesteile mit dem neuen Königreich Bayern. Der Raum um Pettendorf wurde damit wieder bayerisch.
Infolge der Napoleonischen Kriege wurde der Raum um Pettendorf im Jahr 1809 erneut zum Schauplatz kriegerischer Ereignisse. Nach der Schlacht bei Regensburg zogen sich die kaiserlich-österreichischen Truppen unter anderem über das hügelige Gemeindegebiet zurück. Das Gut Adlersberg wurde durch österreichische Soldaten und nachrückende Truppen Napoleons längere Zeit gebrandschatzt. Nach den Aufzeichnungen der Pfarrei wurden alle Vorräte beschlagnahmt und das Mobiliar zertrümmert.
Im Zuge der umfassenden Verwaltungsreform unter Montgelas wurde Pettendorf wieder Sitz einer Behörde. Am bisherigen Edelsitz (heutiger Amann-Hof), der 1798 vom geadelten, reichen Regensburger Kaufmann Georg Friedrich von Dittmer erworben worden war, wurde noch im Jahr 1809 ein Patrimonialgericht II. Klasse eingerichtet. Pettendorf wurde damit Gerichtsbezirk, zuständig für die niedrige Gerichtsbarkeit, die vom Freiherrn von Thon-Dittmer ausgeübt wurde. Nach dessen Tod († 1811) fiel die Zuständigkeit an seinen Schwiegersohn Karl Christian von Thon-Dittmer († 1831) und nach dessen Tod an den Sohn Friedrich († 1847), unter deren Oberhoheit die Patrimonialgerichte Pettendorf und Etterzhausen 1825 zusammengelegt wurden. 1848 wurden die Patrimonialgerichte in Bayern abgeschafft, und Pettendorf verlor seine Funktion als Behördensitz.
Nach der bewegten Geschichte vergangener Jahrhunderte trat die überwiegend landwirtschaftlich geprägte Gemeinde Pettendorf ab Mitte des 19. Jahrhunderts bis zum Zweiten Weltkrieg historisch nicht weiter in Erscheinung.

### Zweiter Weltkrieg und Nachkriegszeit (1939 bis 1950)
Im Zweiten Weltkrieg befand sich bei Kneiting eine Flak-Stellung, die dort zur Bekämpfung von Luftangriffen gegen die auf der anderen Donauseite liegenden Messerschmitt-Werke stationiert war. Mehrere alliierte Bomben trafen auch das Gebiet der Gemeinde Pettendorf und hier vor allem das Gebiet bei Kneiting und Mariaort. Dennoch blieb der Raum um Pettendorf von schweren Kriegsfolgen verschont, und die US-Armee besetzten am 23. April 1945 ohne Kampfhandlungen das Gemeindegebiet auf ihrem Weg nach Regensburg.
Nach dem Zweiten Weltkrieg herrschte Brennstoffknappheit in ganz Deutschland, und man besann sich auf die bei Schwetzendorf und Reifenthal festgestellten Braunkohlevorkommen, mit deren Erschließung man nach 1945 begann. Für den Abbau gründete man zwei Gruben – eine Grube für den ausschließlichen Tagebau nordöstlich von Schwetzendorf und eine Grube für den kombinierten Tage- und Tiefbau zwischen Haselhof und Schwetzendorf.
Die Belegschaft der Grube bei Haselhof erreichte im Jahr 1949 mit 129 Mann ihren Höchststand und brachte es im Januar 1949 auf eine Förderleistung von 3358 Tonnen Braunkohle, die im Tage- und Tiefbau abgebaut wurde. Die Grube bei Schwetzendorf baute ausschließlich im Tagebau Kohle ab und beschäftigte im Durchschnitt rund 50 Mitarbeiter. Die Effektivität der Schwetzendorfer Grube war deutlich höher; dort wurden pro Tag rund 150 Tonnen Kohle abgebaut. Während der kurzen Betriebszeit wurden so rund 180.000 Tonnen Kohle bei Schwetzendorf abgebaut und überwiegend an die Regensburger Bürger geliefert.
Nachdem 1949/50 die Verkehrsverbindungen in das Ruhrgebiet wieder erschlossen waren, sank die Nachfrage nach der mit nur geringem Heizwert versehenen heimischen Kohle rasant, was schließlich zur Einstellung des Grubenbetriebs führte. Zwischen Haselhof und Schwetzendorf hinterließ der Kohleabbau eine Grube, die sich langsam mit Wasser füllte und sich in der Folgezeit zu einem beliebten Naherholungsgebiet im Regensburger Umland entwickelte. Offiziell wurde der See in „Schwetzendorfer Weiher“ benannt, wobei ihn viele Einheimische bis heute allerdings noch „Bergwerksee“ (oder auch „Kohlenschacht“) nennen.

### Moderne (1950 bis heute)
Im Nordwesten Regensburgs gelegen, gelangte der Raum um Pettendorf herum dann in den letzten Jahrzehnten unter den Einfluss der angrenzenden Großstadt Regensburg. Dabei wandelte sich das einst völlig landwirtschaftlich orientierte Gebiet durch rege Bautätigkeit, die heute noch nicht abgeschlossen ist, in eine beliebte Wohn- und Ausflugsgegend.

### Religionen

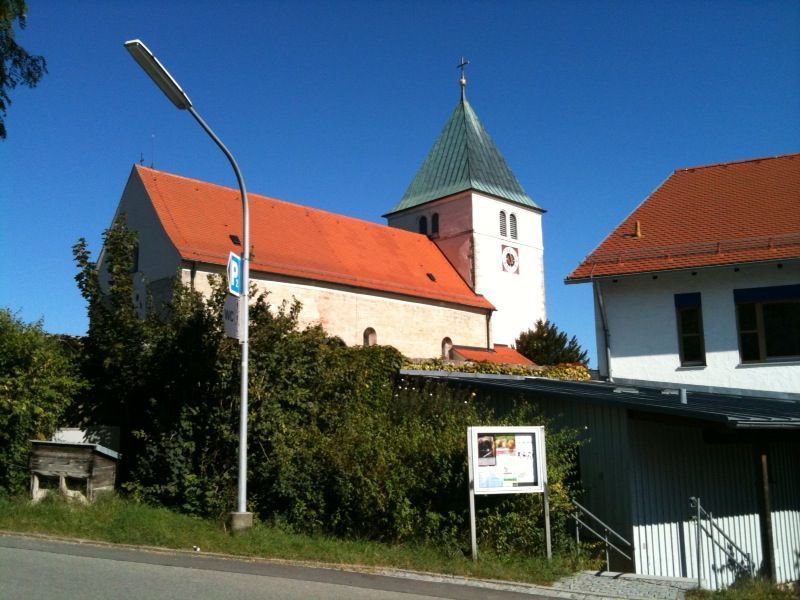
Romanische Kirche in Pettendorf

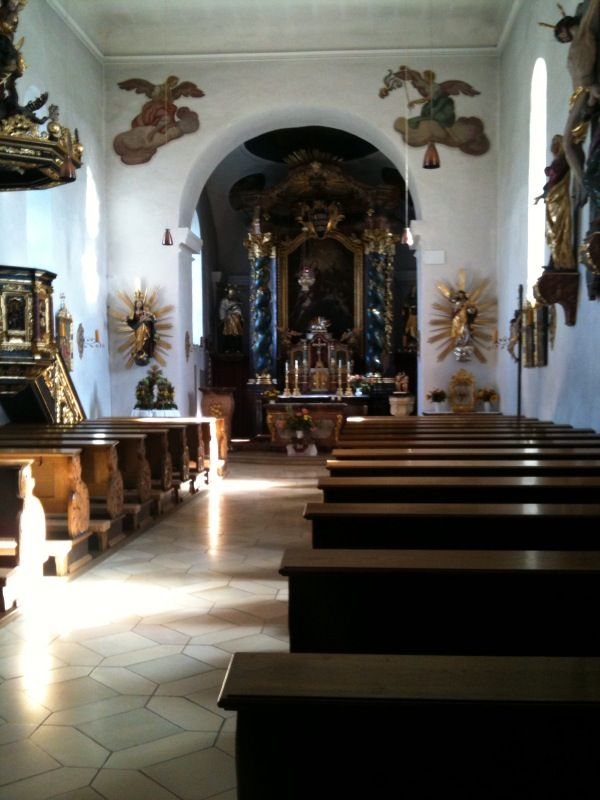
Der Innenraum der Kirche in Pettendorf

Das Gemeindegebiet Pettendorf gehört zur römisch-katholischen Pfarrei Pettendorf, die daneben noch weitere Gemeindeteile der Gemeinde Pielenhofen erfasst. Die Kirchen in Pettendorf, Kneiting und Adlersberg werden jeweils von der römisch-katholischen Pfarrei in Pettendorf betreut. Die Kirche in Mariaort gehört zur römisch-katholischen Pfarrei Sinzing. Die nächste evangelisch-lutherische Pfarrei ist in Lappersdorf beheimatet.
Zwischen 1542 und 1613 war die Alt-Gemeinde Pettendorf infolge des Konfessionsübertritts der Fürsten von Pfalz-Neuburg, zu deren Herrschaft die Gemeinde damals gehörte, protestantisch und Sitz eines evangelischen Pastors. Unter den evangelischen Pastoren in Pettendorf ist in dieser Zeit besonders Kaspar Brusch zu erwähnen. Das protestantische Zwischenspiel endete nach der Rückkehr des regierenden Pfalzgrafen Wolfgang Wilhelm zum katholischen Glauben.
In der Gemeinde Pettendorf befanden sich im Verlauf der Jahrhunderte Klöster verschiedener Orden in Pettendorf und auf dem Adlersberg. Die ehemalige Klosterkirche auf dem Adlersberg konnte ihre Bedeutung als Marienwallfahrtsort noch längere Zeit erhalten (eine größere Wallfahrt war zuletzt die der Regensburger Bürger zum Dank für die Verschonung vor einem alliierten Luftangriff im Zweiten Weltkrieg). Nach wie vor ein wichtiger Marienwallfahrtsort ist die Kirche in Mariaort.

### Eingemeindungen
Im Zuge der Gebietsreform in Bayern wurde am 1. Mai 1978 die Gemeinde Kneiting in die Gemeinde Pettendorf eingegliedert.

### Verwaltungsgemeinschaften
Von 1978 bis 2002 bildete die Gemeinde Pettendorf mit den Nachbargemeinden Pielenhofen und Wolfsegg eine Verwaltungsgemeinschaft. 2002 trat die Gemeinde Pettendorf aus dieser Verwaltungsgemeinschaft aus und führt seither eine eigenständige Gemeindeverwaltung. Die Gemeinden Wolfsegg und Pielenhofen bilden seither die Verwaltungsgemeinschaft Pielenhofen-Wolfsegg, deren Sitz im Jahr 2002 von Pettendorf nach Wolfsegg verlegt wurde.

### Einwohnerentwicklung
Zwischen der Mitte des 19. Jahrhunderts bis zum Beginn des Zweiten Weltkriegs blieb die Bevölkerungszahl der Alt-Gemeinden Pettendorf und Kneiting relativ konstant. Infolge der Flüchtlingsströme nach dem Zweiten Weltkrieg erreichte die Einwohnerzahl mit rund 1800 Personen 1948 ihren zeitweiligen Höchststand. Ab den 1970er Jahren wandelte sich die Kommune zunehmend zu einer Wohnortgemeinde der angrenzenden Großstadt Regensburg, womit durch die rege Bautätigkeit die Einwohnerzahl rasant anstieg. Infolge der anhaltenden Bautätigkeit und angesichts der geplanten Ausweisung weiterer Baugebiete ist in den nächsten Jahren mit einem weiteren Anstieg der Bevölkerungszahl zu rechnen.
Zwischen 1988 und 2020 wuchs die Einwohnerzahl der Gemeinde von 2676 auf 3528, das entspricht 31,8 %.
Die nachstehende Tabelle gibt eine Übersicht zur Bevölkerungsentwicklung der Gemeinde Pettendorf (einschließlich der Altgemeinde Kneiting):

Einwohnerentwicklung von Pettendorf von 1830 bis 2017 nach nebenstehender Tabelle

| Jahr | Einwohner |
| ---- | --------- |
| 1830 | 1000      |
| 1860 | 1341      |
| 1895 | 1305      |
| 1925 | 1353      |
| 1939 | 1353      |
| 1945 | 1687      |
| 1948 | 1832      |
| 1955 | 1518      |
| 1961 | 1556      |
| 1970 | 1830      |

| Jahr | Einwohner |
| ---- | --------- |
| 1977 | 2155      |
| 1990 | 2894      |
| 1995 | 2934      |
| 2001 | 3350      |
| 2005 | 3246      |
| 2010 | 3262      |
| 2015 | 3287      |
| 2017 | 3306      |
| 2020 | 3528      |

## Politik

### Gemeinderat

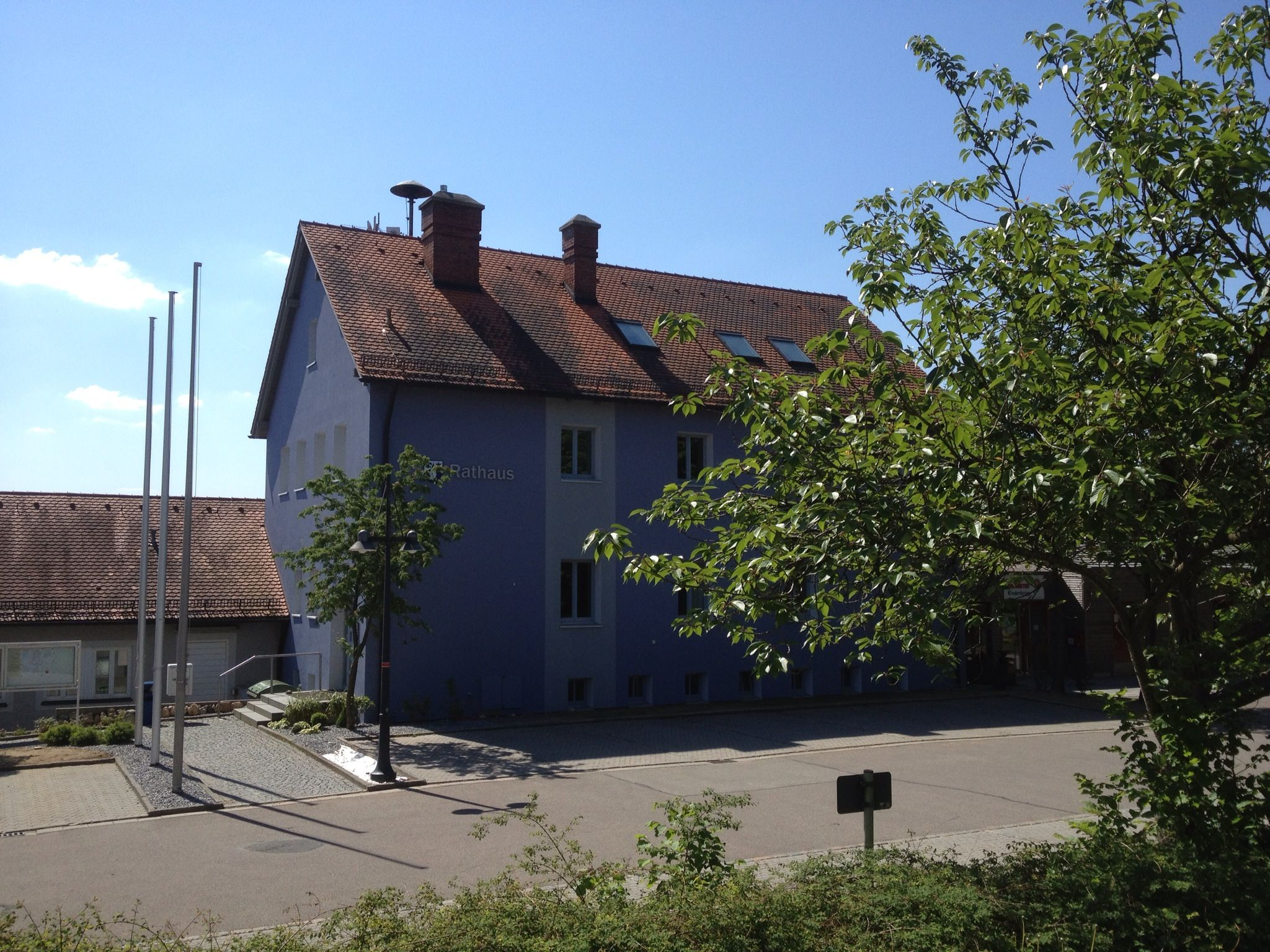
Das Rathaus der Gemeinde Pettendorf

Der Gemeinderat hat 16 Mitglieder und setzt sich seit der Kommunalwahl vom 15. März 2020 wie folgt zusammen:
| Partei                | Stimmen | Sitze |
| --------------------- | ------- | ----- |
| CSU                   | 34,25 % | 6     |
| Bündnis 90/Die Grünen | 14,31 % | 2     |
| SPD                   | 7,23 %  | 1     |
| Freie Wähler          | 31,65 % | 5     |
| UWB                   | 12,56 % | 2     |

Die Gruppe „UWB“ (Umweltbewußte Bürger) ist eine nur in der Gemeinde Pettendorf auftretende, unabhängige Wählergruppierung.

### Bürgermeister
- 1945–1969: Josef Strobl (im Juli 1945 von den Alliierten eingesetzt, später durch Wahlen bestätigt)
- 1969–1978: Alois Meier
- 1978–1992: Alfons Eichhammer (CSU)
- 1992–2002: Karl Meyer (CSU)
- seit 2002: Eduard Obermeier (FW)

### Bürgerentscheid 2022
Am 22. Mai 2022 fand in der Gemeinde Pettendorf ein Bürgerentscheid zum Bebauungsplan „Reifenthal Nord II“ statt. Im neuen Baugebiet sollte die Ansiedlung eines Lebensmitteleinzelhandelsmarktes sowie die Schaffung eines Angebots „Betreutes Wohnen“ für Senioren erfolgen. Daneben war ein allgemeines Wohngebiet sowie die Umsetzung eines Teilstückes der Umgehungsstraße vor Reifenthal geplant. Der Bürgerentscheid war als sogenanntes „Ratsbegehren“ einstimmig vom Gemeinderat initiiert worden, nachdem sich das Gremium zuvor mit 9:7 Stimmen knapp für den Bebauungsplan „Reifenthal Nord II“ ausgesprochen hatte. In der Folge bildete sich eine Bürgerinitiative „Pettendorf bewahren“, die gegen das Bauprojekt mobilisierte. Bei einer Wahlbeteiligung von 68,0 % stimmten 40,5 % der Wähler für das Projekt, während 59,5 % dagegen votierten und so den Bebauungsplan ablehnten.

### Steuereinnahmen
Die Gemeindesteuereinnahmen beliefen sich im Jahr 2020 auf rund 3,50 Millionen Euro, wovon unter anderem 557.000 Euro auf die Gewerbesteuer und 2,52 Millionen Euro auf den Gemeindeanteil an der Einkommensteuer entfielen.

### Lokale Agenda21
Vor einigen Jahren hat die Gemeinde eine lokale „Agenda21“ ins Leben gerufen, die seither aktiv an der Planung der Gemeindeentwicklung mitarbeitet.

### Wappen
| Wappen von Pettendorf | Blasonierung: „In Silber eine erhöhte eingeschweifte blaue Spitze, darin der silberne Kopf der Pfalzgräfin Heilika; oben rechts eine blaue Lilie, oben links ein blauer Stern.“ |
| Wappen von Pettendorf | Wappenbegründung: Das Wappen der Gemeinde Pettendorf wurde erst durch Gemeinderatsbeschluss aus dem Jahr 1983 eingeführt. Es zeigt in den Farben Blau und Silber eine Lilie und einen Stern sowie den Kopf der Pfalzgräfin Heilika. Das Wappen erinnert damit an die Stammmutter der Wittelsbacher Herzöge, die als Erbtochter der Herren von Pettendorf-Lengenfeld-Hopfenhohe die Erbschaft Pettendorf durch Heirat mit Pfalzgraf Otto IV. an die Wittelsbacher brachte. Die Farben Blau und Silber sollen zudem die Verbindung zu den Wittelsbachern weiter verdeutlichen. Die Mariensymbole Lilie und Stern erinnern an die Marienwallfahrtsorte auf dem Adlersberg und in Mariaort. |

## Kultur und Sehenswürdigkeiten

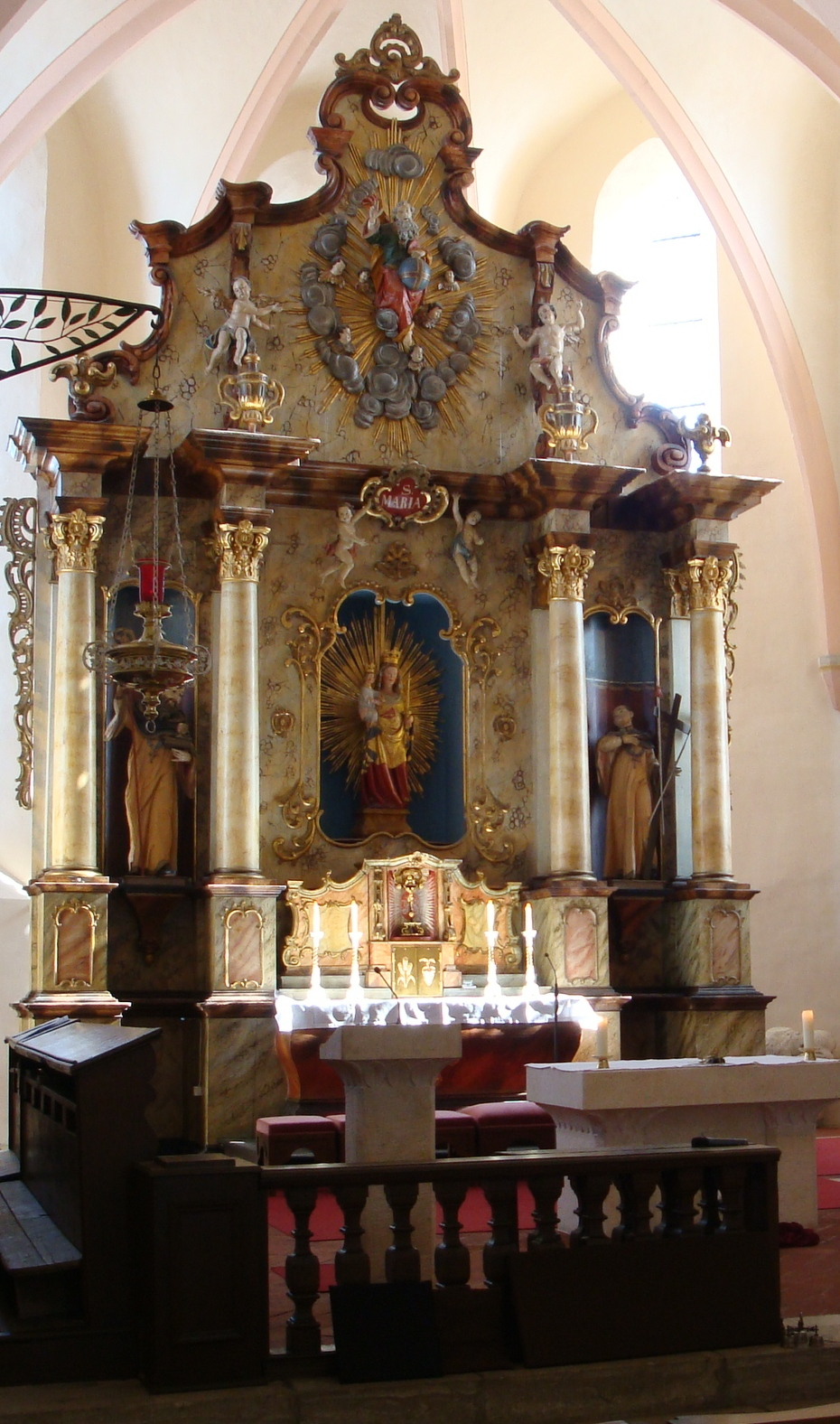
Altar der Adlersberger Kirche mit der „Muttergottes in der Verlassenheit“

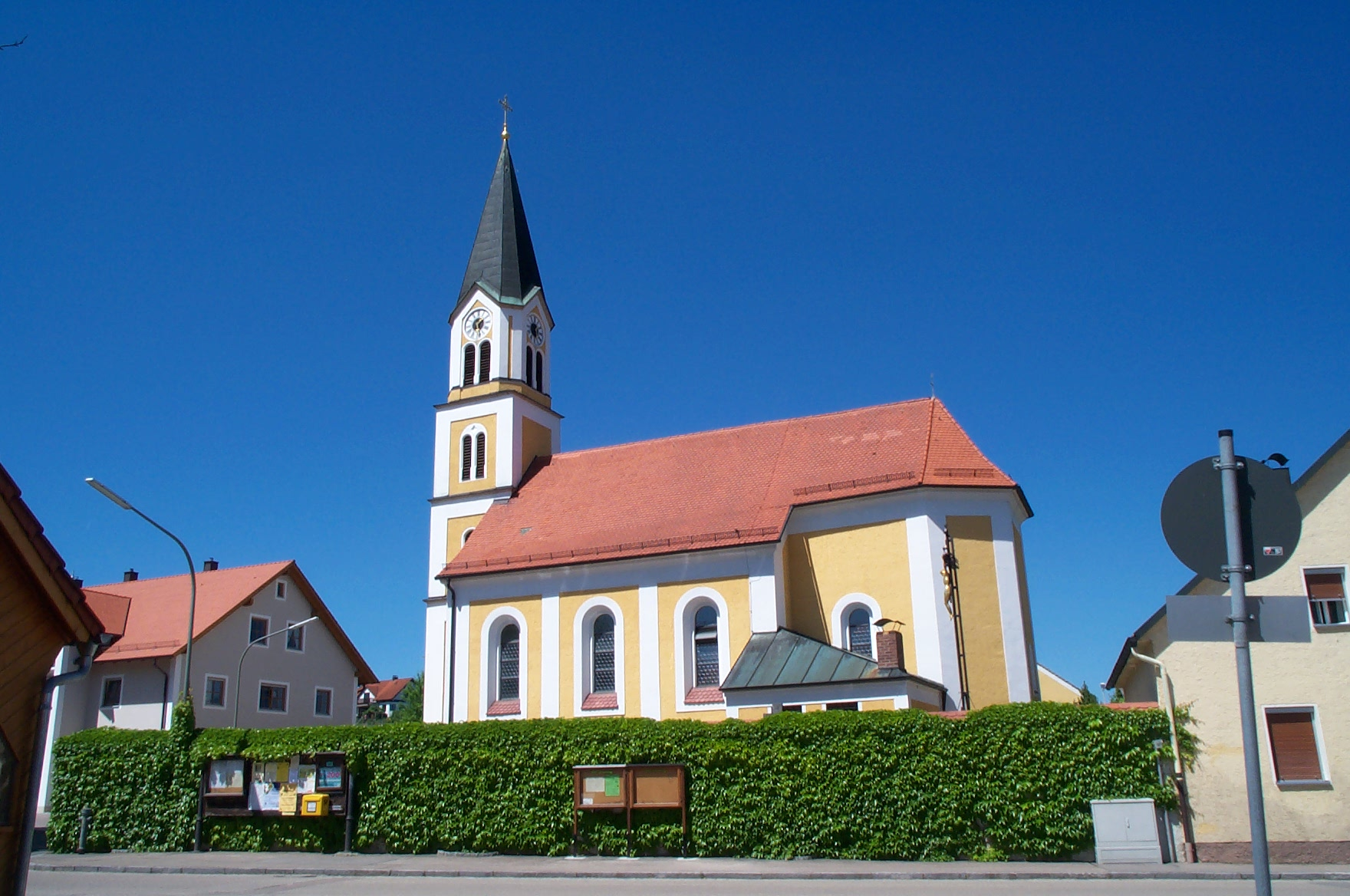
Kirche St. Peter und Paul in Kneiting

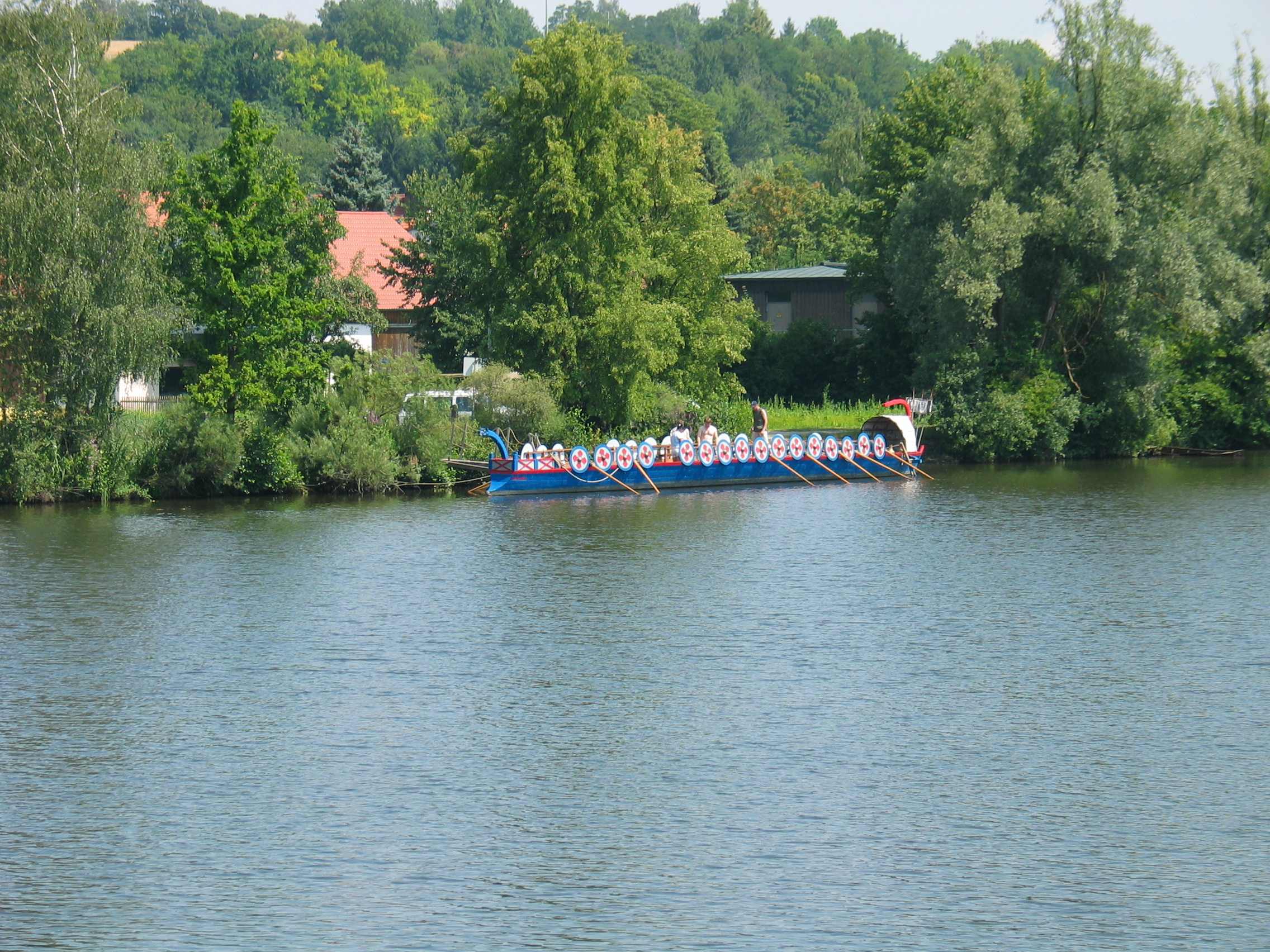
Die Regina, der Nachbau einer römischen Galeere, auf der Naab bei Mariaort

- Pfarrkirche St. Margaretha in Pettendorf: Die Kirche[23] wurde vermutlich auf den Mauerresten der Burganlage der Herren von Pettendorf errichtet. Erster Stifter der Kirche ist annahmegemäß der letzte Herr von Pettendorf, Friedrich III., auf dessen Anweisung die Burg wohl zu Beginn des 12. Jahrhunderts ein erstes Mal in ein Kloster verwandelt wurde. Etwa 50 Jahre später erfolgte eine erneute Umwidmung vom Kloster zur wittelsbachischen Burg. Um 1260 wurde die Burg wiederum in ein Kloster umgewandelt. Diese Klosteranlage wurde später durch Brand zerstört. Die heutige Kirche dürfte der einzige Überrest dieser ehemaligen Klosteranlage sein, was ein heute noch sichtbarer Nordausgang zum wohl abgebrannten Konventgebäude nahelegt. Nach der Verlegung des Klosters auf den Adlersberg wurde die Kirche von der Pfarrei Pettendorf genutzt, die im ältesten Bistumsverzeichnis von 1326 als solche aufgeführt wird. Die heutige Innenausstattung der Kirche im Stile des Barock und Neobarock erfolgte wohl nach dem Brand im Jahr 1666 und wurde erst zu Beginn des 20. Jahrhunderts vollständig abgeschlossen. Der Hochaltar und wahrscheinlich auch die Kreuzigungsgruppe stammen aus der 1838 abgebrochenen Augustinerkirche in Regensburg. In der Nähe der Kirche wurde auch ein mittelalterlicher Erdstall gefunden.[9]
- Schloss Pettendorf: Der Herrenhof, der früher die Burg versorgte, war auch nach der zweiten Klostergründung in den 1260er Jahren im Besitz der wittelsbachischen Landesherrn verblieben. Der Herrenhof zeichnet sich in seinen Grundstrukturen noch heute im Ortsbild ab („Amann-Hof“). Im Zuge des Friedensschlusses von 1505 ging der Herrenhof von den Wittelsbachern auf die neuen Landesherrn von Pfalz-Neuburg über. Diese haben ihn noch während des Dreißigjährigen Krieges weiterverkauft. In der Folgezeit wechselten die Besitzer oftmals. Im Volksmund wurde der Herrenhof im Verlauf der Zeit „Schloss“ genannt und diente ihren in der Reichsstadt Regensburg residierenden Besitzern oftmals als Landsitz. Besitzer des „Schlosses“ waren verschiedene Kaufmanns-, Diplomaten- und Adelsfamilien, wobei hier ab dem Jahr 1798 insbesondere die Regensburger Kaufmannsfamilie Thon-Dittmer als Eigentümer zu nennen ist. Die Ursprünge des Anwesens stammen aus dem 11. Jahrhundert. Ab etwa 1120 wurde es für 50 Jahre als Kloster mit der damals angrenzenden Burg genutzt. 1174 wurde das Gebäude durch Brand fast völlig zerstört und nach dem Wiederaufbau als Pfarrkirche genutzt. 1748 erfolgte ein Umbau zum heutigen Walmdachbau.
- Sühnekreuz Pettendorf: Am Südende des Pettendorfer Sühnekreuzwegs findet man an der Weggabelung nach Urtlhof bzw. Adlersberg ein Steinkreuz aus dem Jahr 1633. Der Legende nach sollen sich dort während des Dreißigjährigen Krieges zwei Bauersfrauen gegenseitig im Zorn mit Sicheln umgebracht haben. Das errichtete Steinkreuz wird daher im Volksmund als „Sühnekreuz“ bezeichnet und ist Namensgeber des Sühnekreuzwegs.[24]
- Ehemaliges Kloster Adlersberg: Das Dominikanerinnenkloster wurde nach dem Jahr 1270, nach der Verlegung des Klosters von Pettendorf nach Adlersberg, errichtet. Als Stifter wurde 1264, als die später zerstörte Klosteranlage noch in Pettendorf lag, Bayernherzog Ludwig II. erwähnt. Mitte des 16. Jahrhunderts wurde das Kloster Adlersberg aufgelöst. Der ursprüngliche Zustand der heute als Gaststätte und Hotel genutzten Gebäude aus gotischer Zeit ist nur zum Teil erhalten geblieben. In der Kirche befindet sich eine Steinfigur der Muttergottes mit Kind, Muttergottes der Verlassenheit genannt. Heute ist Adlersberg mit seinem beliebten Biergarten und eigener Brauerei ein Regensburger Ausflugsziel. Von den Winzerer Höhen führt ein Wanderweg hierher.
- Kapelle Neudorf: In der neuen Kapelle im Kern des Gemeindeteils Neudorf sind sehenswerte Fresken und Wandmalereien der bekannten Künstlerin Ivana Koubek zu sehen.[25]
- Kapelle unserer Lieben Frau in Kneiting: Die sogenannte „Liebfrauenkapelle“ stellt den ältesten Kirchenbau in Kneiting und wohl auch in der Gemeinde Pettendorf dar. Der Überlieferung nach soll bereits vor dem Jahr 1000 eine Holzkirche an diesem Standort gewesen sein, die durch Brand zerstört und dann durch einen Steinbau ersetzt wurde. Von besonderer Bedeutung ist auch der sogenannte Frauenbrunnen, der früher als Heilquelle Ziel von Wallfahrern war. Herausragend ist auch der aus dem Jahr 1506 stammende, wertvolle Flügelaltar.
- Kirche St. Peter und Paul in Kneiting: Die Kirche wurde als zweite Kirche zur Liebfrauenkapelle im Ort errichtet. Der erste Nachweis für diese zweite Kirche stammt aus dem Jahr 1442, wobei der heutige Bau auf den Anfang des 18. Jahrhunderts zurückzuführen ist. Der für die Ortschaft Kneiting mit einer Höhe von 35 Metern markante Kirchturm wurde erst im Jahr 1885 errichtet, nachdem der vorherige Turm durch Blitzschlag zerstört worden war und später wegen Baufälligkeit abgerissen werden musste. Der Hochaltar der Kirche stammt aus dem Regensburger Dom und wurde dort wohl im Rahmen der Re-Gotisierung im 19. Jahrhundert entfernt.
- Nonnendenkmal: An der Friedhofsmauer in Kneiting findet man ein ursprünglich an der Kneitinger Brücke angebrachtes Denkmal, das an den Hochwassertod von drei Nonnen im Jahr 1369 auf ihrem Weg vom Kloster Seligenporten nach Regensburg erinnert.[26]
- Pfalz-Neuburgischer Grenzstein: Als Ergebnis des Landshuter Erbfolgekriegs wurde der Raum nördlich von Kneiting nach 1505 dem neu gegründeten Fürstentum Pfalz-Neuburg zugeordnet. Zwischen Aichahof, Hinterberg, Günzenried und Kneiting verlief daher die Grenze zu Bayern. Einige Grenzsteine aus dieser Zeit kann man hier noch heute nördlich von Kneiting sehen.[26]
- Wallfahrtskirche Mariaort: Die Wallfahrtskirche Mariaort zählt zu den kleinen Wallfahrtskirchen der Oberpfalz, doch liegt sie malerisch am Naabufer und nimmt durch ihre einheitliche Architektur und Ausstattung eine interessante Stellung ein. Das Generalkonservatorium München bezeichnete die Wallfahrtskirche als eine der schönsten Kirchen des 18. Jahrhunderts in der Umgebung Regensburgs. Die beliebte Tauf- und Hochzeitskirche bildet als Marienwallfahrtsort einen ganzjährigen Anziehungspunkt für Gläubige bis nach Franken und Tschechien. Die Kirche wurde im 12. Jahrhundert erstmals erwähnt und ab 1352 als Marienkirche geführt. Um 1400 entstand das Gnadenbild von Mariaort. Es soll der Legende nach in der Zeit der oströmischen Bilderstürme (8. Jahrhundert) bei Konstantinopel ins Meer geworfen und auf einer Wacholderstaude stromaufwärts nach Mariaort getrieben worden sein.
- Zunftbaum Kneiting: Im Gemeindeteil Kneiting kann man auf dem Kapellenplatz einen ursprünglich 1983 errichteten und nach einem Sturmschaden im Jahr 1993 erneuerten Zunftbaum sehen.
- Naabspitz: Bei Mariaort mündet die Naab in die Donau. Im Mündungsbereich gibt es dort eine schmale Landzunge, den sogenannten „Naabspitz“, von dem aus man einen beeindruckenden Ausblick auf beide Flüsse hat. Der Naabspitz ist über die Mariaorter Holzbrücke erreichbar und liegt auf der Naabseite der Wallfahrtskirche.
- Römische Galeere: In den Sommermonaten ist die Naab bei Mariaort der Liegeplatz der von Studenten des „Lehrstuhls für Alte Geschichte“ der Universität Regensburg nachgebauten römischen Flussgaleere „Regina“. Die Galeere stellt eine originalgetreue Nachbildung eines „Navis Iusoria“, eines Kampfschiffs aus den Jahren um 300 n. Chr. dar. Die Römer fertigten es speziell für die Verteidigung des Limes, der nördlichen Grenzlinie des Römischen Reichs zwischen Rhein und Donau. Interessierte können an Testfahrten mit der Galeere auf der unteren Naab teilnehmen.[27][28]

### Theater
In den vergangenen Jahren hat sich mit dem 1979 unter der Leitung des damaligen Pfarrers Dieter Groden gegründeten PettenDorftheater eine Laien-Theaterkultur in der Gemeinde entwickelt. Das Laientheater führt seither im November Stücke unter anderem von Ludwig Thoma oder Karl Valentin auf. In den vergangenen Jahren spielte das Ensemble auch anspruchsvollere Stücke wie Pygmalion von George Bernhard Shaw. 2007 wurde eine in die Oberpfälzer Mundart übersetzte Version von Schweig, Bub! des fränkischen Mundartdichters Fitzgerald Kusz aufgeführt. Im Jahre 2008 folgte John Buchans „Die 39 Stufen“. Zum 30-jährigen Bestehen wurde im Mai 2009 eine Theatertour durch den Ort mit vier szenischen Aufführungen veranstaltet. Im Herbst wurden „Die drei Eisbären“ des „Komödienstadels“ gezeigt. 2010 folgte Peter Shaffers „Amadeus“. Im Jahre 2011 wurde die Boulevardkomödie „Otello darf nicht platzen“ von Ken Ludwig gezeigt. 2012 wurde der Krimi von Agatha Christie „Und dann gabs keins mehr“ aufgeführt.

### Pettendorfer Kulturherbst
Unter dem Dach der Agenda 21 haben mehrere Vereine und Organisationen im Jahr 2004 den Pettendorfer Kulturherbst ins Leben gerufen. In mehr als 20 Terminen werden zwischen September und Dezember kulturelle Veranstaltungen angeboten. Ausrichter der einzelnen Veranstaltungen sind Gruppen und Vereine, von der Krieger- und Reservistenkameradschaft über die katholische Pfarrgemeinde bis zum Jugendblasorchester und Sportverein.

### Musik
In der Gemeinde gibt es ein großes Jugendblasorchester, das 1988 auf Initiative des späteren Bürgermeisters Karl Meyer gegründet wurde. Im Jahr 2007 nahm das Orchester mit mehr als 50 Musikern an der traditionellen Steubenparade in New York City teil.

### Bauwerke
- Romanische Kirche Pettendorf
- Schloss Pettendorf
- Ehemaliges Dominikanerinnenkloster Adlersberg
- Kirche St. Peter und Paul in Kneiting
- Liebfrauenkapelle in Kneiting
- Wallfahrtskirche in Mariaort

### Naherholung

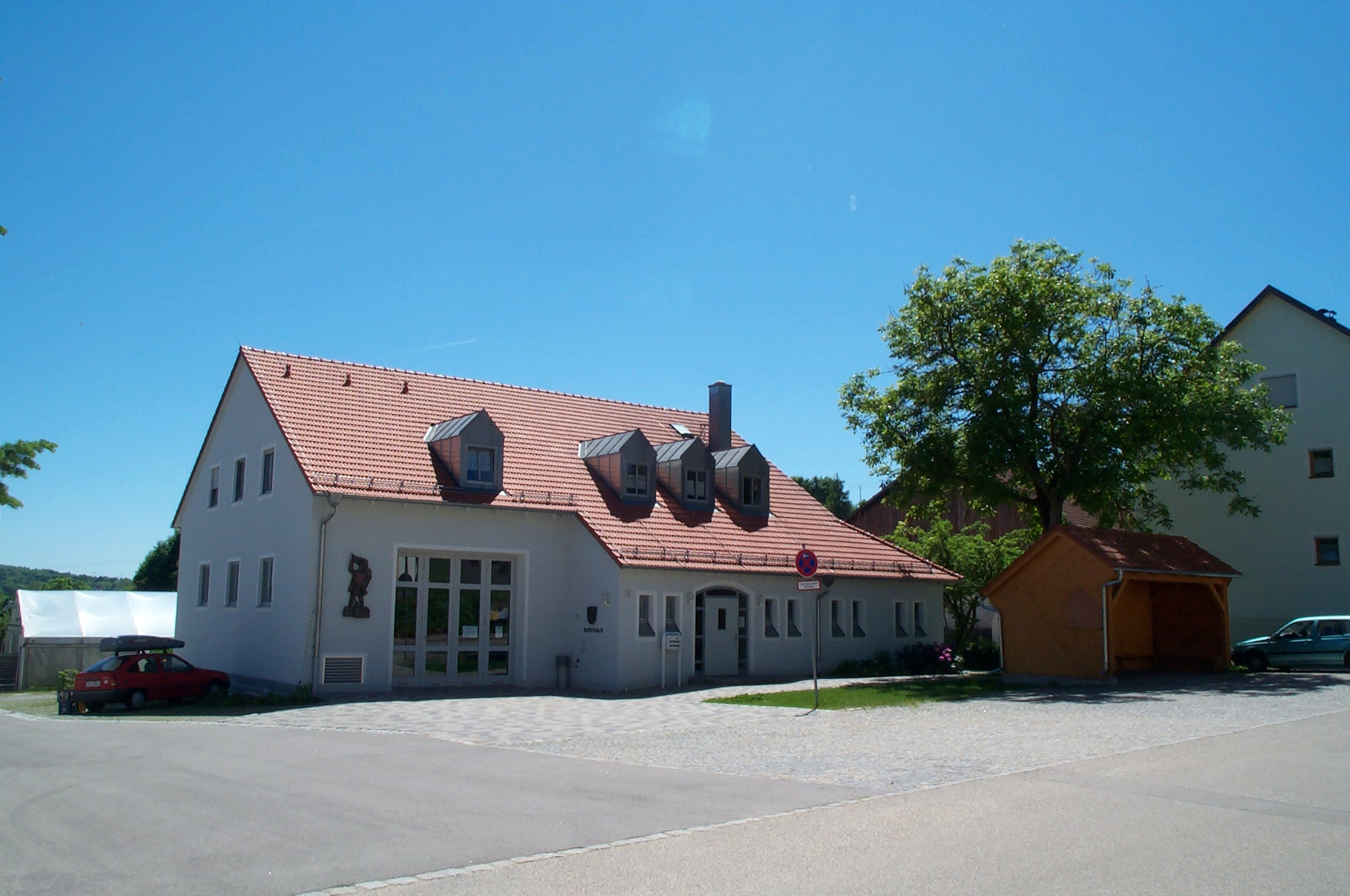
Dorfhaus in Kneiting

- Schwetzendorfer Weiher

### Sport
- TSV Adlersberg
- FC Pielenhofen/Adlersberg
- Schützenverein Edelweiß Pettendorf
- Schützenverein Jägerheim Pettendorf
- Schützenverein Birkengrün Kneiting
- Schützenverein Greifenberg Mariaort
- Schützenverein Tell Adlersberg

### Regelmäßige Veranstaltungen
Am Palmsonntag findet jedes Jahr der traditionelle Palmator-Starkbieranstich der Brauerei Prößl auf dem Kloster Adlersberg statt, zu dem sich regelmäßig zahlreiche, überwiegend jüngere Besucher einfinden.

## Wirtschaft und Infrastruktur

### Verkehr
ÖPNV:
- Regensburger Verkehrsverbund (RVV)

Staatsstraßen:
- Staatsstraße 2660

Kreisstraßen:
- Kreisstraße R 39

Fernradwege:
- Waldnaabtal-/Naabtal-Radweg von Bärnau nach Regensburg

### Ansässige Unternehmen
In der Gemeinde sind zahlreiche kleinere und mittlere Handwerks-, Produktions- und Dienstleistungsunternehmen beheimatet, die ihre Kunden überwiegend in der Stadt Regensburg finden. Das Statistische Landesamt führte zum 31. Dezember 2015 insgesamt 133 umsatzsteuerpflichtige Unternehmen im Gemeindebereich auf. Im Jahr 2016 beschäftigten diese Unternehmen 241 sozialversicherungspflichtige Beschäftigte und erwirtschafteten insgesamt 46,5 Millionen Euro an umsatzsteuerpflichtigen Einnahmen. Darüber hinaus pendelten im Jahr 2016 1.187 Beschäftigte nach den Angaben des Statistischen Landesamtes aus dem Bereich der Gemeinde Pettendorf zu Arbeitsstellen in anderen Kommunen.

### Bildung
Im Gemeindeteil Pettendorf befinden sich die Grundschule Pettendorf-Pielenhofen sowie der Katholische Kindergarten St. Margaretha. Daneben betreiben die Johanniter seit dem Jahr 2010 eine Kinderkrippe neben dem Rathaus in Pettendorf.

## Persönlichkeiten

### Ehrenbürger

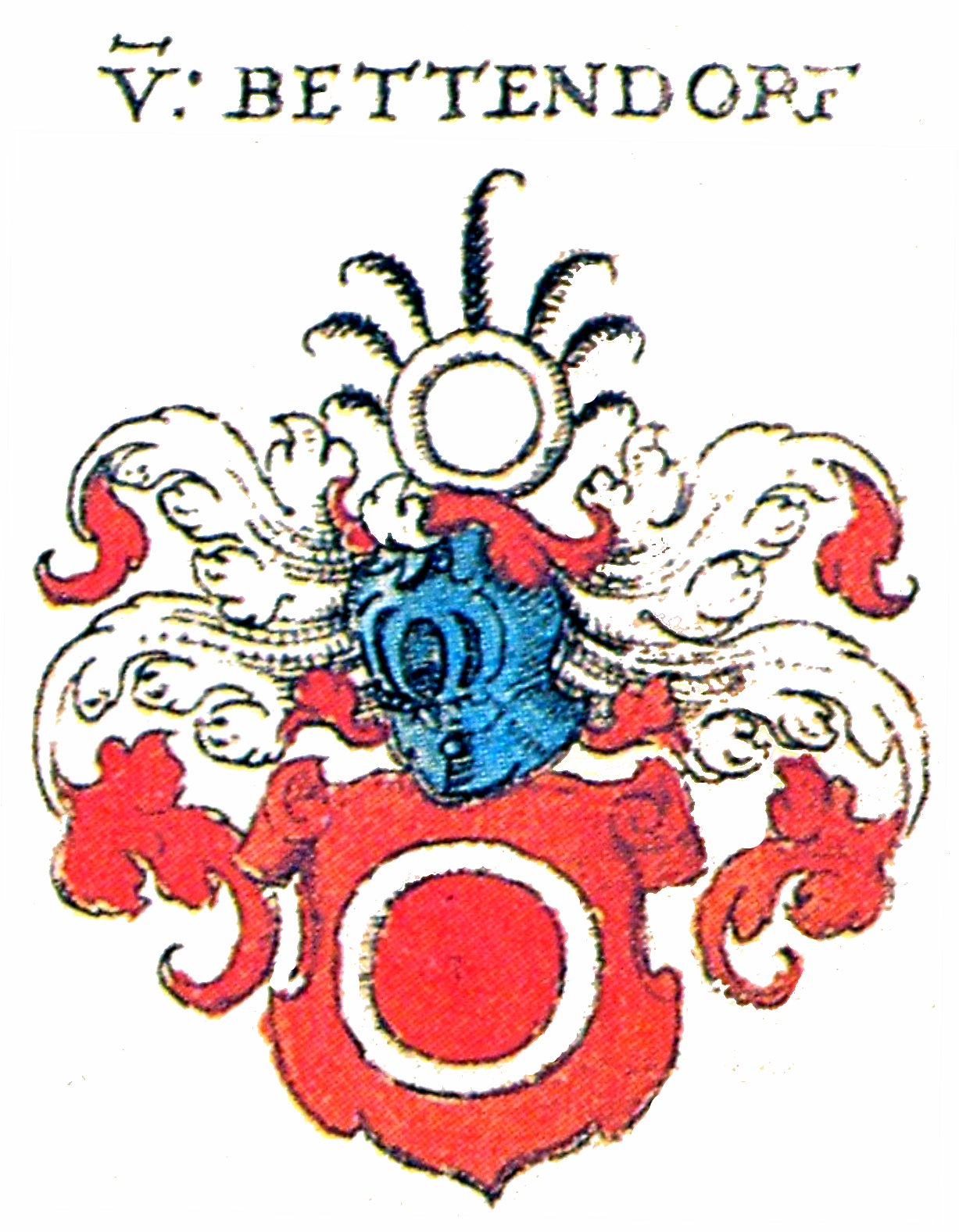
Das Wappen der ab dem 15. Jahrhundert auftretenden Bettendorfer (vermutlich ein Bezug auf die Herren von Pettendorf aus dem 11. Jahrhundert)

- Im Jahr 1901 wurde Eduard Plentl der Titel "Ehrenbürger" durch die Gemeinde Pettendorf verliehen, nachdem er im Jahr 1900 von Prinzregent Luitpold zum Oberlehrer ernannt worden war. Plentl war von 1890 bis 1908 Lehrer in Pettendorf.[32]
- Der im Jahr 1980 verstorbene Bischöflich Geistliche Rat Georg Kneißl war von 1941 bis 1979 Pfarrer in Pettendorf. Kneißl bemühte sich nach dem Zweiten Weltkrieg um die Wiederbeschaffung der Kirchenglocken, setzte 1958 die Anschaffung einer neuen Orgel durch und war nach 1967 für die Renovierung des Kirchturms sowie des Innenraums verantwortlich. Für seine Verdienste in dieser Zeit wurde er von der Gemeinde zum Ehrenbürger ernannt.[33]
- Der mittlerweile verstorbene Heinrich Prößl sen., Besitzer der gleichnamigen Brauerei auf dem Adlersberg, wurde im Jahr 2009, anlässlich seines 80. Geburtstags, zum Ehrenbürger der Gemeinde Pettendorf ernannt. Prößl engagierte sich jahrzehntelang als Gemeinde- und Kreisrat sowie als Vorsitzender des Wasserzweckverbands Naab-Donau-Regen.[34][35] Im Jahr 2016 hat die Gemeinde Pettendorf eine Straße nach ihm benannt.[36]
- Im Jahr 2011 wurde der pensionierte Leitende Landwirtschaftsdirektor Hans Hölzl (* 1935; † 2016)[37] zum Ehrenbürger ernannt. Hölzl war von 1978 bis 1990 Gemeinderat und 2. Bürgermeister sowie mehr als 30 Jahre lang als Kirchenpfleger zuständig für die Kirchenstiftungen Pettendorf und Adlersberg. In seine Amtszeit als Kirchenpfleger fielen mehrere Kirchenrenovierungen, die Renovierung des Pfarrhauses, der Neubau des Pfarrzentrums mit angeschlossenem Kindergarten sowie die spätere Erweiterung des Kindergartens. Daneben hat Hölzl den gemeinnützigen Bruder-Konrad-Unterstützungsverein ins Leben gerufen. Für seine Verdienste hatte Hölzl bereits 2008 das Bundesverdienstkreuz erhalten.[38][39]

### Söhne und Töchter der Gemeinde
- Friedrich III. von Pettendorf, letzter Dynast der Herren von Pettendorf-Lengenfeld-Hopfenohe, verstarb vor oder im Jahr 1119 und war Stifter des Klosters Ensdorf. Aufgrund der testamentarischen Verfügung von Friedrich III. wurde nach dessen Tod der Stammsitz der Familie in Pettendorf um 1120 ebenfalls erstmals in ein Kloster umgewidmet. Er gilt daher traditionsgemäß auch als erster Stifter der Pettendorfer Kirche.[40] Nach ihm ist die Friedrichstraße in Pettendorf benannt.
- Die „Stammmutter“ der Wittelsbacher, Heilika von Lengenfeld, wuchs Anfang des 12. Jahrhunderts als Tochter des letzten Herrn von Pettendorf, Friedrich III., der Überlieferung nach zumindest teilweise in Pettendorf auf. Heilika heiratete den Grafen Otto IV. von Scheyern (1083–1156), der Pfalzgraf von Bayern war. Ihr gemeinsamer Sohn Otto „der Rotkopf“ folgte seinem Vater als Graf Otto VIII. von Scheyern, als Graf Otto V. von Wittelsbach und als Otto VI. Pfalzgraf von Bayern. Die Gemeinde Pettendorf führt heute das Bild von Heilika in ihrem Wappen. Zudem sind eine Apotheke und eine Straße in Pettendorf nach Heilika benannt.
- Heilwiga von Leuchtenberg war die jüngere Schwester der Heilika. Sie heiratete den ersten Landgrafen von Leuchtenberg, Gebhardt I. († 1146), und war damit wie ihre Schwester Mitbegründerin eines bedeutenden Adelsgeschlechts.
- Im Jahr 1899 wurde der bekannte Salesianermissionar Martin Fruth SDB im Gemeindeteil Adlersberg geboren. Fruth war bis zu seinem Tod im Jahr 1976 in der Missionsstation seines Ordens in Punta Arenas in Chile tätig.
- Der deutsche Historiker und Universitätsprofessor Alois Schmid wurde 1945 in Hummelberg, einem Gemeindeteil der Gemeinde Pettendorf, geboren und verbrachte dort seine Kindheit und Jugend.

### In Pettendorf wirkende Persönlichkeiten

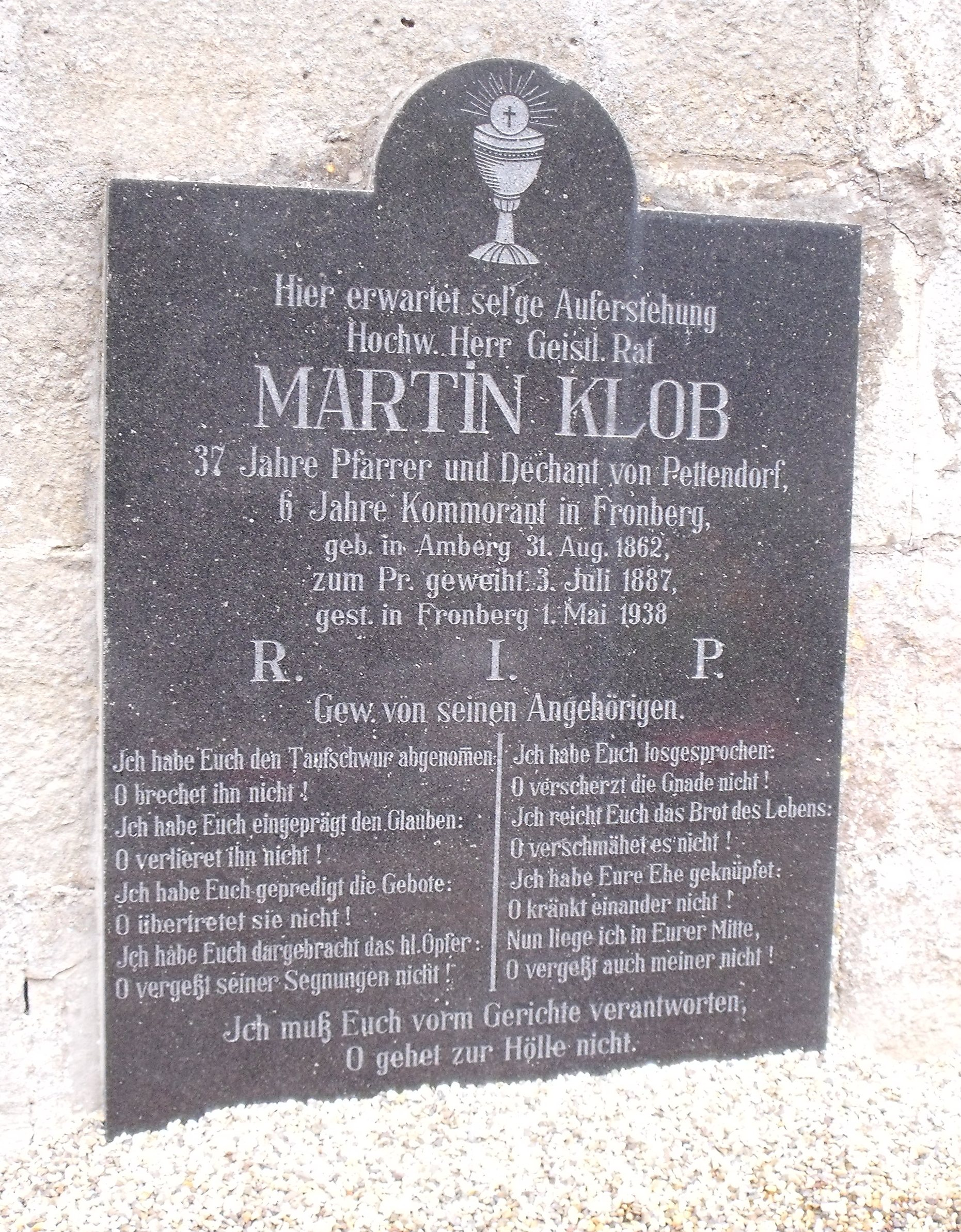
Marmortafel zur Erinnerung an Martin Klob an der Pettendorfer Kirche

- Von etwa 1050 bis 1060 lebte Sigena von Leinungen (* um 1025; † vor 1110), Erbin von Goswin dem Älteren, als Ehefrau von Friedrich I. von Pettendorf auf der gleichnamigen Burg im Hauptort. Für Sigena war es die zweite Ehe. Aus ihrer ersten Ehe mit dem früh verstorbenen Gaugraf Wiprecht war sie Mutter von Wiprecht von Groitzsch. Aus der Ehe mit Friedrich I. war sie Mutter von Friedrich II. von Pettendorf und einer Tochter sowie Großmutter von Friedrich III. von Pettendorf und von Rudgar von Veltheim, dem späteren Erzbischof von Magdeburg. Nach dem Tod Friedrich I. wurde Sigena auf Vermittlung ihres ältesten Sohns Wiprecht dritte Äbtissin des Klosters Vitzenburg und übte dieses Amt bis zu ihrem Tod in hohem Alter mehrere Jahrzehnte aus. Im Hauptort Pettendorf wurde ihr im Jahr 2016 eine Straße gewidmet.[36]
- Von 1555 bis zu seiner Ermordung im Jahr 1559 war der Humanist und mit der Dichterkrone ausgezeichnete Poet Kaspar Brusch evangelischer Pfarrherr in Pettendorf. Zusammen mit seiner Frau, Kunigunde Brusch (geborene Stumpff), und seinem Vater, Hans Bruschen, bewohnte er dort den Pfarrhof. Im Hauptort Pettendorf ist heute eine Straße nach Kaspar Brusch benannt.
- Georg Friedrich von Dittmer erwarb im Jahr 1798 das „Schloss Pettendorf“ als Landsitz für seine Familie und war ab 1809 der erste Patrimonialrichter in Pettendorf. Die Thon-Dittmer-Straße in Pettendorf erinnert noch heute an diese Familie.
- Die Literatin Julie von Zerzog (* 1799; † 1871)[41], eine Tochter der Familie von Thon-Dittmer, lebte von Anfang bis Mitte des 19. Jahrhunderts zeitweise im Edelsitz in Pettendorf. Dort verfasste sie den Beitrag „Skizzen über Pettendorf“, der 1844 im Band 8 der Ausgabe „Verhandlungen des Historischen Vereins für die Oberpfalz und Regensburg“ erschien.[42] Bekannt ist Julie von Zerzog vor allem durch ihre Schriftwechsel mit Maximilian von Montgelas.[43] Ihr Ehemann, Adolf von Zerzog, war Abgeordneter für Regensburg in der Frankfurter Nationalversammlung und ihr Bruder, Gottlieb Freiherr von Thon-Dittmer, war von 1836 bis 1848 Bürgermeister der Stadt Regensburg.
- Der Lokalpolitiker Johann Baptist Hoferer (* 1860; † 1936), lebte ab seiner Heirat im Jahr 1887 bis zu seinem Tod in Pettendorf. Hoferer war Gemeinderat und als Schmiedemeister Mitglied der Handwerkskammer Oberpfalz. Er zeichnete sich zudem als Wohltäter in seiner Gemeinde aus. So konnte auf Grundlage seiner Spende das Kriegerdenkmal auf dem Pettendorfer Friedhof errichtet werden und die Errichtung von drei Gesindehäusern in Pettendorf, Tremmelhausen und Schwetzendorf ging auf ihn zurück. Hoferer war ein enger Freund des Pfarrers Martin Klob und ist Großvater des Pettendorfer Ehrenbürgers Heinrich Prößl.
- Der katholische Geistliche Martin Klob (* 1862; † 1938) war von 1895 bis 1932 Pfarrer in Pettendorf und wurde nach seinem Tod im Jahr 1938 auf dem dortigen Friedhof bestattet. Eine marmorne Grabplatte an der Nordseite der Kirche erinnert an ihn. Er war ein vielseitig interessierter und umtriebiger Mann. Als Dechant des Dekanats Regensburg wirkte er über die Grenzen seiner Pfarrei hinaus. Neben seiner Seelsorgearbeit war er schriftstellerisch tätig, verfasste zwei Romane, malte und erstellte eine Chronik der Pfarrei Pettendorf. Daneben plante er ernsthaft eine nicht vollzogene Erweiterung der Pettendorfer Kirche. Auch die Baupläne für das Reifenthaler Wirtshaus sollen von ihm stammen. Die Martin-Klob-Straße in Pettendorf wurde nach ihm benannt.[44]
- Der böhmisch-deutsche Schriftsteller Hans Watzlik verbrachte seine letzten Lebensjahre 1946 bis 1948 auf Gut Tremmelhausen in der Gemeinde Pettendorf. In der Nähe von Tremmelhausen erinnert noch heute ein Totenbrett an einer Kapelle, auf halbem Weg von Tremmelhausen auf die Winzerer Höhen, an ihn.[45]
- Der Volksmusiker und Mitbegründer des Original Naabtal Duo, Wolfgang Edenharder, war bis zum Gewinn des Grand Prix der Volksmusik Leiter der damaligen Postfiliale in Pettendorf. Dort wurde er nach der Preisverleihung im März 1989 sogar eigens vom damaligen Bundespostminister Christian Schwarz-Schilling besucht und ausgezeichnet.[46]
- Der Schriftsteller, Fotograf und Jurist Benno Hurt lebt in Pettendorf-Reifenthal.
- Von 1979 bis 1997 war der katholische Geistliche und studierte Biologe Dieter Groden (* 1935; † 2016) Pfarrer in Pettendorf. In seine Amtszeit fielen die Errichtung des Pfarrzentrums, die Grundsteinlegung für den Kindergarten sowie der Neubau des heutigen Pfarrheims in der Martin-Klob-Straße. Daneben zeichnete er sich für die Generalsanierung des Pfarrhofs und der Adlersberger Kirche verantwortlich.[47] In Anerkennung seiner Verdienste hat die Gemeinde Pettendorf im Jahr 2016 eine Straße nach ihm benannt.[36]
- Der katholische Geistliche und langjährige Dekan des Dekanats Regenstauf, Franz Reitinger, war von 2002 bis 2017 Pfarrer in Pettendorf. Reitinger führte die Pfarreien Pettendorf-Kneiting, Pielenhofen und Wolfsegg zur heutigen Pfarreiengemeinschaft zusammen. Daneben fallen zahlreiche Renovierungs- und Strukturierungsmaßnahmen in der Pfarreiengemeinschaft in seine Amtszeit[48]

- Die Landrätin des Landkreises Regensburg und vormalige Landtagsabgeordnete der Freien Wähler Tanja Schweiger wohnt in der Gemeinde Pettendorf.[49]

- Der Regensburger Hochschullehrer und Energie-Experte Michael Sterner lebt in Pettendorf.[50]

## Sonstiges
- Im Jahr 1989 gewann Pettendorf die Bronzemedaille beim Wettbewerb „Unser Dorf soll schöner werden“ (seit 1998: „Unser Dorf hat Zukunft“).
- Im Jahr 2011 wurde Pettendorf vom Bayerischen Umweltminister Markus Söder für seine lokale Agenda21 mit dem Gütesiegel „Nachhaltige Bürgerkommune“ in der Gruppe „Demografischer Wandel“ ausgezeichnet.[51]